# Suntsuslaassa
Suntsuslaassa, nordsamiska: Sunccuslássá, är en ö i Finland. Den ligger i sjön Enare träsk och i kommunen Enare i den ekonomiska regionen Norra Lappland och landskapet Lappland, i den norra delen av landet, 1 000 km norr om huvudstaden Helsingfors. Öns area är omkring 510 kvadratmeter och dess största längd är 30 meter i öst-västlig riktning.